# 1187 en santé et médecine
| Années de la santé et de la médecine : 1184 - 1185 - 1186 - 1187 - 1188 - 1189 - 1190    |
| Décennies de la santé et de la médecine : 1150 - 1160 - 1170 - 1180 - 1190 - 1200 - 1210 |

Cet article présente les faits marquants de l'année 1187 en santé et médecine.

## Fondations
- 1149[1] ou 1187 : fondation de St. Lawrence's Hospital par Hugues, deuxième du nom, abbé de Saint-Augustin de Cantorbéry, « pour le soulagement des moines lépreux ou de pauvres parents de moines de cette abbaye[2] ».
- « L'hôpital des pauvres, qui est l'ancêtre de l'hôpital actuel de Fécamp », en Normandie, est mentionné pour la première fois hors les murs de la forteresse[3].
- Un hôpital Saint-Nicolas est attesté hors les murs de la ville de Bayonne au Pays basque, près de la porte d'Espagne[4].

## Personnalités
- Fl. Humbert, médecin, propriétaire à Strasbourg et Illkirch en Alsace[5], et  Jean Druda, médecin à Moras en Dauphiné[5].
- Avant 1187 : fl. Jean, médecin, cité dans une charte de l'abbaye de Clermont, près Laval, dans le Maine[5].
- 1187-1202 : fl. P., médecin et chanoine, de l'entourage de Guilhem VIII, seigneur de Montpellier[6].
- Vers 1187-1223 : fl. Conrad, médecin, de l'entourage du prince-évêque de Bâle en Allemagne[5].

## Décès
- Vers 1187 : Gérard de Crémone (né vers 1114), traducteur, de l'arabe en latin, parmi d'autres ouvrages de médecine, du Traité pour Mansour[7] de Rhazès, de l'Al-Tasrif d'Aboulcassis et du Canon d'Avicenne[8].